# El cometa
El cometa es una película mexicana de género musical estrenada en 1999 dirigida por José Buil y Maryse Sistach.

## Argumento
Durante el gobierno del dictador Porfirio Díaz Mori, un grupo de cómicos de una carpa de revista protege a Valentina, la hija de un impresor perseguido por la policía tras publicar propaganda a favor de Francisco I. Madero y su plan revolucionario. A cargo de Valentina está un cineasta francés simpatizante con la democracia. El paso del cometa Halley en 1910 sirve de fondo para contar una historia de iniciación, enmarcada por un país en conflicto, México, y al borde de la revolución. El padre de Valentina es apresado y muerto pero Valentina logra escapar con el dinero para la democracia, que deberá entregar a los militantes exiliados en la frontera con los Estados Unidos.

## Reparto
Es una película que cuenta con un reparto internacional, debido a la naturaleza de la historia que se cuenta dentro de ésta.
- Diego Luna como Victor
- Ana Claudia Talancón como Valentina
- Carmen Maura como Lupe
- Patrick Le Mauff como Guy
- Arcelia Ramírez como Cordelia
- Rodolfo Arias
- Juan Carlos Colombo como el presidente municipal
- José Antonio Coro como el cura
- Alfredo Gurrola como Evaristo
- Manuel Ojeda como Procopio
- Gabriel Retes como Romualdo
- Juan Claudio Retes
- Gabriela Roel
- Fernando Rubio como Max